# スパイク・ダッドリー
スパイク・ダッドリー（Spike Dudley、1970年8月13日 - ）は、アメリカ合衆国のプロレスラー。ロードアイランド州プロビデンス出身。本名はマット・ハイソン（Matt Hyson）。体重70kg前後と、レスラーとしては極めて軽量の部類に属する。

## 来歴
プロレスラーになる以前は小学校で教師を務めていたという異色の経歴を持つ（正確には助手）。 ボブ・バックランドに憧れプロレスを志すも体格に恵まれず、教師をやっていたが夢を諦めきれずにAPWのレスリング・スクールに通っていた。当初はレフリーやマネージャー向けの指導だったが、大柄なレスラーとの絡みが評価され、レスラーとしての指導を受けるようになった。そんな時に当時ECWのトレーナーをやっていたタズが彼に興味を抱き、入団を打診。1994年にプロレスデビューに至った。 ECW所属後にレスラーとしてブレイクした。ギミック上の異母兄弟集団のダッドリー・ボーイズの『末弟』、スパイク・ダッドリーとして人気を博した。『兄』達とは対立し、時に共に行動した。
2001年のECW崩壊後はWWF（現WWE）のジム・ロスからの誘いでWWFに所属。1999年からWWF所属となっていた2人の『兄』、ババ・レイ・ダッドリー、ディーボン・ダッドリーと行動を共にした。モーリー・ホーリーと恋愛ストーリーも展開され、スティーブ・オースチンとも対戦した。2002年には同じECW出身のタズと行動を共にし、兄達からWWF世界タッグ王座も奪取、ヨーロピアン王座も獲得している。
2004年にスマックダウンに兄たちと共に所属してからはクルーザー級戦線のレスラーとして活動した。当初はベビーであったが、ヒールターンし、クルーザー級王者になったこともあったが、FUNAKIに敗れて王者を失う。
2005年7月5日、兄達と共にWWEを解雇された。ダッドリーズ関連の登録商標は全てWWEが持っており、以降スパイク・ダッドリーのリングネームを名乗れなくなり、本名のマット・ハイソンで活動を開始。本名をリングネームとして、主にインディ団体を中心に活動していた。2006年に入りTNAと契約。同年4月13日のTNA iMPACT!にてブラザー・ラントとして登場。2人の『兄』、ブラザー・レイとブラザー・ディーボンを助ける役であった。
日本ではECWやWWFで共に過ごしたTAJIRIのいる「ハッスル」に「スパイク」として参戦。こちらでもブラザー・レイとブラザー・ディーボンを助ける役であった。
のちシングルに転向したがストーリーラインから外れてしまい、2007年にTNAを解雇された。
その後はCZWに参戦、それに伴いリングネームをスパイク・ダッドリーに戻した。
インディー団体をいくつか回った後に事実上引退し結婚、娘を授かった。現在はフィナンシャル・プランナーとして生計を立てている。

## 得意技
アシッド・ドロップ（ECW、TNA） / ダッドリー・ドッグ（WWE）
相手の首を右肩に抱え、そのままコーナーを駆け上がる。コーナートップを蹴り上げた反動で、自らの体を水平に旋回させて、ダイヤモンドカッターの形でマットに叩きつける。
ダイビング・フット・スタンプ

## 獲得タイトル
WWE
- WWEクルーザー級王座 :1回
- WWFタッグチーム王座 :1回(w / タズ）
- WWF/Eヨーロピアン王座 : 1回
- WWF/Eハードコア王座 : 8回

ECW
- ECWタッグ王座:2回（w / ボールズ・マホーニー）

BTW (カリフォルニア)
- BTWクルーザー級王座 : 1回

BTW (マサチューセッツ)
- BTWヘビー級王座 : 1回

NYWC
- NYWCヘビー級王座 : 1回